# Aix-en-Provence Natation
Il Aix-en-Provence Natation è una società pallanuotistica francese. Attualmente milita nel Campionato francese maschile di pallanuoto, la massima divisione del campionato francese, dopo la promozione ottenuta nella stagione 2009-2010.

## Storia
Il club viene fondato nel 1989, quando quattro club locali che coltivavano una sola disciplina si uniscono in un'unica entità, dove vengono praticati principalmente sport acquatici: nuoto, pallanuoto, nuoto sincronizzato e nuoto pinnato.7

## Rosa 2020-2021
| N° |                       | Ruolo | Giocatore          |
| -- | --------------------- | ----- | ------------------ |
|    | Canada (bandiera)     | P     | Brody McKnight     |
|    | Montenegro (bandiera) | P     | Slaven Kandić      |
|    | Francia (bandiera)    |       | Teissir Aissi      |
|    | Francia (bandiera)    |       | Paul Armingol      |
|    | Francia (bandiera)    |       | Louis Debiais      |
|    | Francia (bandiera)    |       | Theo Desrentes     |
|    | Francia (bandiera)    |       | Alexis Drahe       |
|    | Francia (bandiera)    |       | Sebastien Monneret |
|    | Francia (bandiera)    |       | Thomas Saux        |
|    | Francia (bandiera)    |       | Lucas Veron        |

| N° |                       | Ruolo | Giocatore           |
| -- | --------------------- | ----- | ------------------- |
|    | Montenegro (bandiera) |       | Vlado Popadić       |
|    | Francia (bandiera)    |       | Enzo Khasz          |
|    | Canada (bandiera)     |       | Bogdan Djerković    |
|    | Croazia (bandiera)    |       | Andro Gagulić       |
|    | Francia (bandiera)    |       | Guillaume Dino      |
|    | Francia (bandiera)    |       | Alexandre Chaffour  |
|    | Francia (bandiera)    |       | Valentin Bakircilar |
|    | Canada (bandiera)     |       | Reuel D'Souza       |
|    | Croazia (bandiera)    |       | Maroje Gluhaić      |

| Allenatore: | Alexandre Donsimoni |